# Châtelain
Châtelain (Latim medieval castellanus, para castellum, um castelo), na França, era originalmente um equivalente ao inglês castellan, que é o comandante do castelo.
Com o crescimento do sistema feudal o título ganhou um significado especial na França que nunca atingiu na Inglaterra, como implicando a jurisdição de que castelo se tornou o centro.
O châtelain foi originalmente, nos tempos carolíngios, uma função de consideração; com o desenvolvimento do feudalismo a função tornou-se um feudo, e por último hereditária.  Neste como em outros aspectos o châtelain foi um equivalente a um Visconde; algumas vezes os dois títulos eram combinados, entretanto era mais usual que em províncias onde havia châtelains não havia viscondes e vice-versa.
O título châtelain continuou a ser utilizado em funções inferiores, como porteiro châtelain, que era meramente o castelão no significado inglês.  O poder e o status dos chatêlains variaram muito durante diferentes períodos e lugares.  Usualmente sua posição na hierarquia feudal era equivalente a de simples senhor, entre o barão e o Chevalier; mas ocasionalmente eles tinham grande nobreza com extensiva jurisdição, como nos Países Baixos (ver Burgrave)
Esta variação foi mais marcante nas cidades, onde a luta pelo poder do châtelain dependia do sucesso com que ele podia se afirmar contra seu superior feudal, lei ou eclesiástico, ou, a partir do século XII, contra o poder ascendente das comunas.  A châtellenie' (casteliania), ou jurisdição do châtelain, como a divisão territorial para certos propósitos administrativos e judiciais, sobreviveu ao desaparecimento do título e função de châtelain na França, e continuou até a revolução.
Na linguagem moderna, o termo "châtelaine" se refere a esposa do proprietário, ou a mulher proprietária de uma grande casa ou estabelecimento similar.
No Canadá, a esposa do Governador Geral é conhecida como "châtelaine".